# Borrevannet
Borrevannet est un petit lac de Norvège avec une superficie de 1,77 km2. Il se situe entre les municipalités de Nykirke et de Horten, au nord de Borre et Skoppum dans le comté de Vestfold og Telemark. Il se trouve à 10 mètres d'altitude.

## Description
Le lac est long de 4,5 km et large de 0,8 km. Son eau provient de petits ruisseaux au sud et à l'ouest, et la sortie se trouve au nord par la rivière Kvisla jusqu'à la mer au manoir de Falkensten où se trouvait la première verrerie en Norvège.
Dans ce lac on trouve du grand brochet, de la perche, du sandre, de la brème commune, de la tanche, de l'ablette et de l'anguille. Plus de 250 espèces d'oiseaux ont également été enregistrées au bord de l'eau.
Le lac était, à partir de 1905, une source d'eau potable pour Horten, mais est maintenant c'est une source de réserve. Au tout début de l'aviation, le lac a également été utilisée comme station d'essai pour les avions militaires. Au bord de l'eau se trouvent le parcours de golf Semb Hovedgård et Borre.

## Aire protégée
Depuis 1981, Borrevannet avec ses zones humides a été protégé en tant que réserve naturelle de Borrevannet.

## Galerie

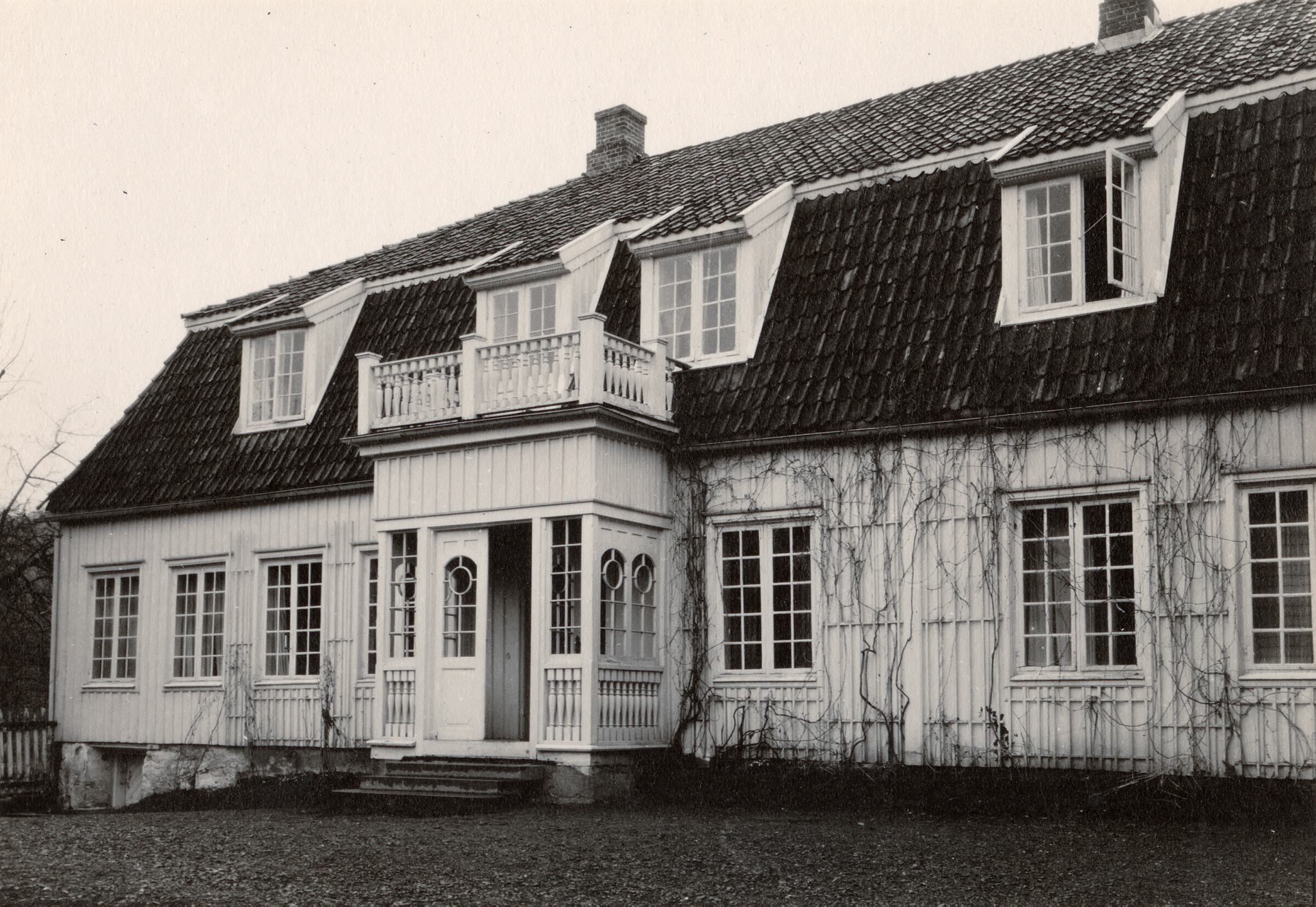
Manoir de Falkensten
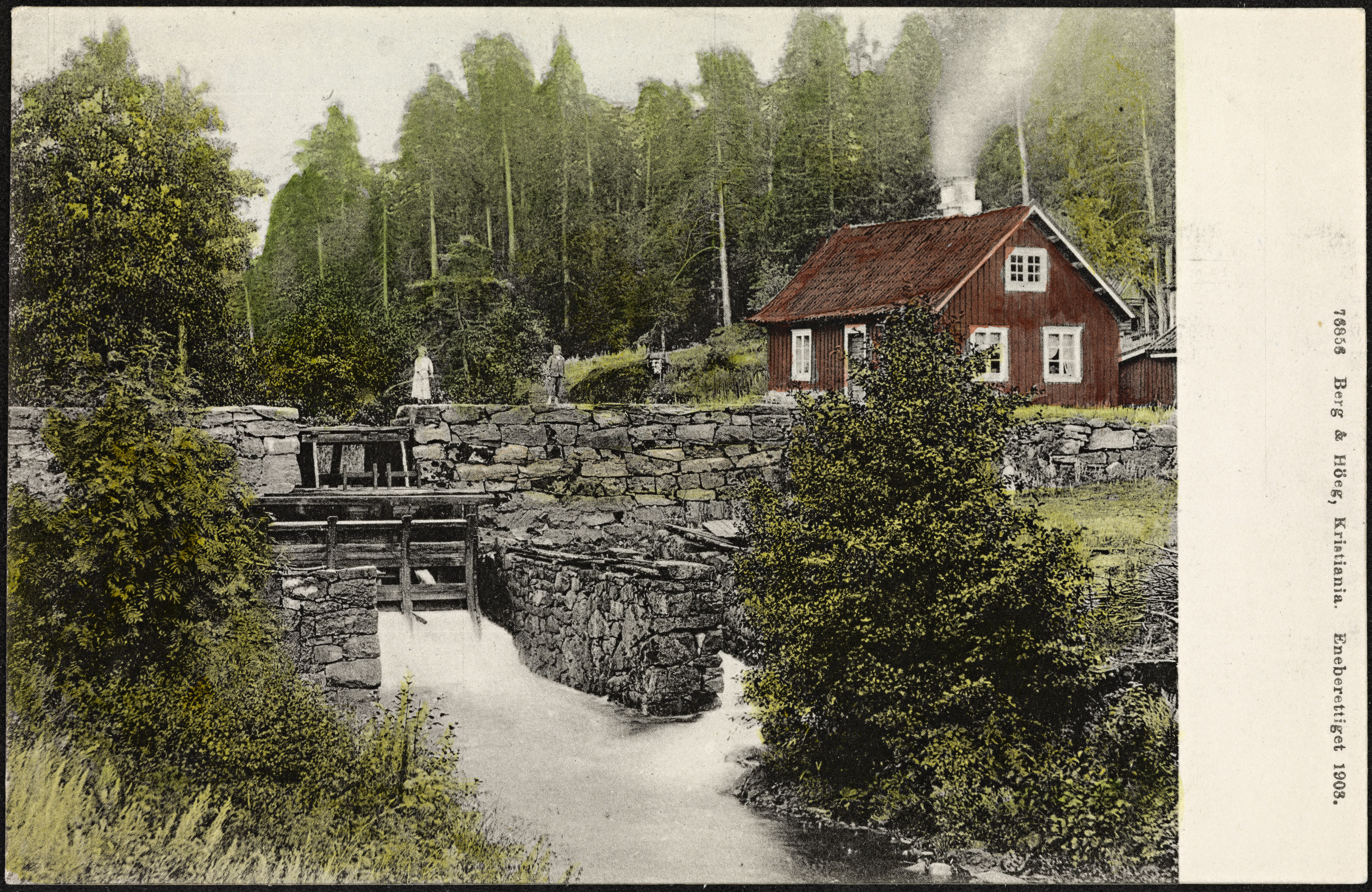
La rivière